# Grup d'Acció Ràpida
El Grup d'Acció Ràpida (fins al 1998: Grup Antiterrorista Rural), o més conegut per les sigles GAR, és una unitat antiterrorista de la Guàrdia Civil espanyola creada l'any 1979 per ordre del exministre del interior Antonio Ibáñez Freire com a mesura per a combatre ETA al País Basc. No obstant això, quan ETA va finalitzar l'acció armada, aquest grup de la Guardia Civil va seguir en actiu. El GAR té com a missió específica la lluita contra elements terroristes i l'execució d'operacions que comportin gran risc i requereixin una resposta ràpida a través de reconeixements especials, així com l'especialització del seu personal operatiu en operacions d'intervenció.

## Referències

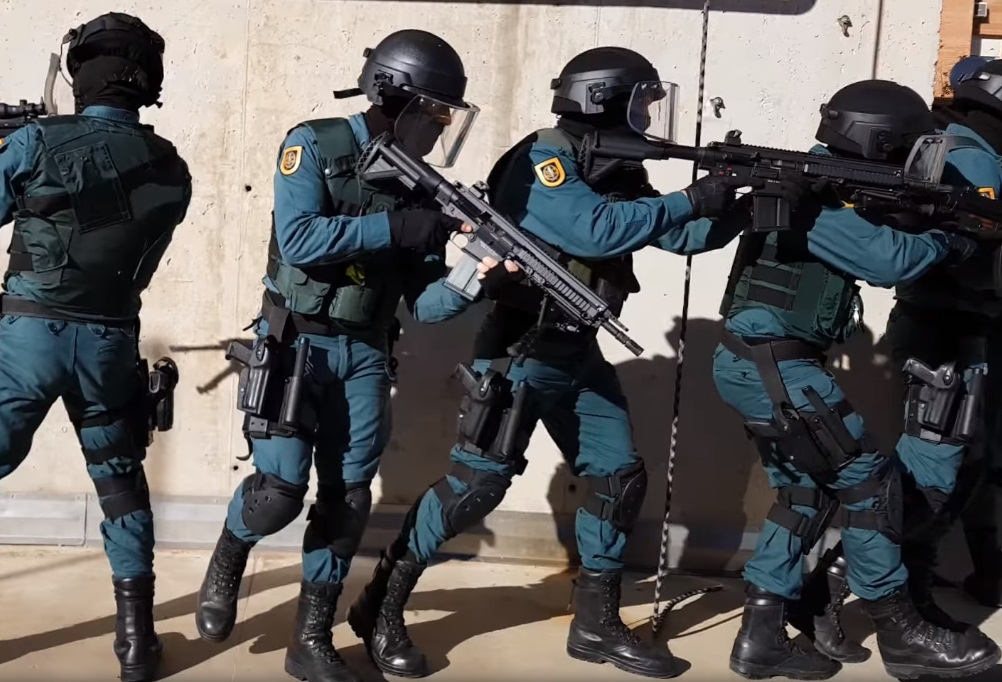
Grup d'Acció Ràpida en un entrenament